# Kurt Rosenwinkel
 (octobre 2008).
Si vous disposez d'ouvrages ou d'articles de référence ou si vous connaissez des sites web de qualité traitant du thème abordé ici, merci de compléter l'article en donnant les références utiles à sa vérifiabilité et en les liant à la section « Notes et références ».
Kurt Rosenwinkel, né le 28 octobre 1970 à Philadelphie dans l'État de Pennsylvanie, est un guitariste  et compositeur de jazz américain. Il vit à Berlin.

## Biographie
Il a fait ses études musicales au Berklee College of Music à Boston, où il suivit entre autres l'enseignement de Gary Burton, avant de s'installer à New York en 1991, où il intègre l'Electric Bebop Band de Paul Motian. Il fait aussi partie à cette époque de Human Feel, avec Jim Black, Chris Speed, et Andrew d'angelo.
Il se produit régulièrement accompagné de Brad Mehldau, Joshua Redman, Mark Turner, Jeff Ballard...
Il enseigne au Jazz Institute de Berlin.
Il innove et représente une influence importante pour les guitaristes jazz par un son nouveau, qu'il double souvent à la voix lors de ses chorus. Son jeu met fortement en avant ses lignes mélodiques et représente une manière à part entière de conceptualiser l'improvisation guitaristique, désormais incontournable. De façon assez singulière avec parfois une certaine similitude à Pat Metheny, sa musique est basée sur des phrasés simples ou complexes mais surtout mélodiques  [réf. nécessaire].

## Matériel

### Guitares
Kurt Rosenwinkel joue principalement une D'Angelico NY3SS. Il utilise d'autres modèles, pour la plupart semi-hollow : Gibson ES335, Sadowsky semi-hollow, Moffa signature, Epiphone Sheraton Elitist, etc.

### Amplificateurs
Après avoir utilisé intensivement un ampli transistor Polytone Mini-Brute 3, il se sert aujourd'hui d'un Fender Twin-reverb.

Il gère occasionnellement les effets de retard (chorus, reverb, delay,..) sur un second ampli.

### Effets
La liste des effets utilisés est nombreuse et varie régulièrement.
Le matériel habituel est :
- Empress ParaEq  - équaliseur paramétrique
- Digitech Hardwire RV-7 - reverb
- Eventide TimeFactor - delay
- Line6 Ex-1 - pédale d'expression
- TC Electronic SCF - chorus + flanger
- Proco Rat - distortion
- Electro-Harmonix HOG - générateur d'harmonies (en pratique cela donne un son d'orgue)
- Peterson VSS2 - accordeur
- Boss RC-30 - loopeur
- Lehle Parallel line mixer
- Lehle D. Loop effect-loop/switcher

## Discographie

### En tant que leader
- 1996 - Kurt Rosenwinkel Trio - East Coast Love Affair - (Fresh Sound New Talent)
- 1998 - Kurt Rosenwinkel - Intuit - (Criss Cross)
- 1999 - Kurt Rosenwinkel - The Enemies of Energy - (Verve Records)
- 2000 - Kurt Rosenwinkel - The Next Step - (Verve Records)
- 2001 - Kurt Rosenwinkel - Under It All (Album non publié)
- 2003 - Kurt Rosenwinkel - Heartcore - (Verve Records)
- 2005 - Kurt Rosenwinkel - Deep Song - (Verve Records)
- 2008 - Kurt Rosenwinkel Group - The Remedy: Live at the Village Vanguard - (Wommusic)
- 2009 - Kurt Rosenwinkel Standards Trio - Reflections - (Wommusic)
- 2010 - Kurt Rosenwinkel and OJM - Our Secret World - (Wommusic)
- 2012 - Kurt Rosenwinkel - Star of Jupiter - (Wommusic)
- 2017 - Kurt Rosenwinkel - Caipi - (Heartcore Record)
- 2020 - Kurt Rosenwinkel - Angels Around - (Heartcore Record)
- 2021 - Kurt Rosenwinkel - Heartcore/2LP - (Heartcore Record)
- 2022 - Kurt Rosenwinkel - Kurt Rosenwinkel Plays Piano - (Heartcore Record)
- 2022 - Kurt Rosenwinkel - Berlin Baritone - (Heartcore Record)
- 2023 - Kurt Rosenwinkel - Undercover : Live at the Village Vanguard - (Heartcore Record)

### En tant que collaborateur
- 1992 - Human Feel - Scatter
- 1994 - Human Feel - Welcome To Malpesta
- 1996 - Human Feel - Speak To It
- 1995 - Once Blue - Once Blue
- 2000 - Metta Quintet - Going To Meet The Man
- 2002 - Jakob Dinesen / Kurt Rosenwinkel - Everything Will Be Alright (Verve Records)
- 2007 - Human Feel - Galore
- 2014 - Bandit 65 - Bandit 65
- 2016 - Human Feel - Party Favor EP
- 2019 - Bandit 65 - Searching the Continuum (Heartcore)
- 2019 - Kurt Rosenwinkel & Scott Kinsey - Do It 1992 (Heartcore)
- 2019 - Human Feel - Gold (Intakt)
- 2022 - Kurt Rosenwinkel & Jean-Paul Brodbeck - The Chopin Project (Heartcore)
- 2023 - Geri Allen & Kurt Rosenwinkel - A Lovesome Thing (Motema Music LL/Heartcore Records)

### En tant que sideman
- 1990 - Mimmo Cafiero Quintet - Moon and Twenty Five
- 1992 - Gary Burton - Six Pack
- 1993 - Seamus Blake - The Call (Criss Cross Jazz 1094 CD)
- 1994 - Mark Turner - Yam Yam (Criss Cross Jazz 1160 CD)
- 1994 - Paul Motian and the Electric Bebop Band
- 1995 - Once Blue - Once Blue
- 1995 - Perico Sambeat - Ademuz
- 1996 - Paul Motian and the Electric Bebop Band - Reincarnation of a Love Bird
- 1996 - Paul Motian and the Electric Bebop Band - Flight of the Blue Jay
- 1996 - Larry Goldings - Big Stuff
- 1997 - Chris Cheek Quartet - I Wish I Knew
- 1997 - The Kaiser Lupowitz Trio - Dommage!
- 1998 - Myron Walden - Like a Flower Seeking the Sun
- 1998 - The Chris Potter Quartet - Vertigo
- 1998 - Paul Motian and the Electric Bebop Band - Monk and Powell
- 1998 - Mark Turner - In This World
- 1998 - Jochen Rueckert - Introduction
- 1999 - Seamus Blake - Stranger Things Have Happened
- 1999 - George Colligan - Unresolved
- 1999 - Joe Claussell - Language
- 1999 - Jakob Dinesen Quartet - Around
- 1999 - Chris Cheek - Vine
- 1999 - Mark Turner - Ballad Session
- 1999 - Marcy Playground - Shapeshifter
- 1999 - Tim Hagans - Animation - Imagination
- 1999 - Jill Seifers - The Waiting
- 2000 - Noah Becker - Where We Are
- 2000 - Wax Poetic - Wax Poetic
- 2000 - TOKU - Everything She Said
- 2000 - Danilo Pérez - Motherland
- 2000 - Matthias Lupri GROUP - Same Time Twice
- 2000 - Brian Blade Fellowship - Perceptual
- 2001 - Rebecca Martin - Middlehope
- 2001 - Matt Penman - The UnQuiet
- 2001 - Barney McAll - Release the Day
- 2001 - Mark Turner - Dharma Days
- 2002 - Jorg Kaaij Quintet - Downtown Daze
- 2002 - Kris Bauman Quartet feat. Kurt Rosenwinkel
- 2002 - Phil Grenadier - Playful Intentions
- 2003 - Eli Degibri Quintet - In the Beginning
- 2003 - Perico Sambeat - Friendship
- 2004 - Jonathan Townes - Zomo : Colect'd Works 1990-2004
- 2005 - Charlie Peacock - Love Press Ex-Curio
- 2005 - Joshua Redman Elastic Band - Momentum
- 2006 - Barney McAll - Mother of Dreams and Secrets
- 2006 - Tom Cohen - The Guitar Trio Project
- 2006 - Aaron Goldberg - Worlds
- 2006 - Joel Miller - Mandala
- 2006 - The Miles Donahue Quintet - In The Pocket
- 2007 - Barney McAll - Flashbacks
- 2007 - Charlier / Sourisse - Heritage
- 2007 - Daniel Szabo Trio - Frictions
- 2007 - Rebecca Martin - The Growing Season
- 2008 - Jakob Bro - The Stars are All New Songs Vol.1
- 2008 - Brian Blade Fellowship - Season of Changes
- 2008 - Q-Tip - Renaissance
- 2009 - Brian Blade - Mama Rosa
- 2009 - Q-Tip - Kamaal The Abstract
- 2009 - Jason Lindner - Now vs. Now
- 2009 - Alain Apaloo - Flood Gate
- 2011 - Joel Frahm Quartet - Live at Smalls
- 2011 - The Airmen Of Note, Kurt Rosenwinkel, Al Jarreau, Dick Golden – The Jazz Heritage Series 2011 Radio Broadcasts
- 2012 - Julian Shore Band - Filaments
- 2012 - Donald Fagen Band - Sunken Condos
- 2012 - Iris Ornig - No Restrictions
- 2013 - Carolina Brandes - Flowers of The Deeper Soil
- 2013 - Kandinsky Trio - On Light Wings
- 2013 - Umberto Echo - Elevator Dubs
- 2014 - Olivia Trummer - Fly Now
- 2014 - Aaron Goldberg - The Now
- 2014 - Roman Ott - If You Lived Here You'd Be Home By Now
- 2014 - Jo-Yu Chen - Stranger
- 2014 - Joanna Pascale - Wildflower
- 2016 - Orrin Evans - #knowingishalfthebattle
- 2016 - Nitai Hershkovits - I Asked You a Question
- 2017 - Jeremy Rose - Within & Whithout
- 2018 - Erik Leuthäuser – Wünschen
- 2018 - Riccardo Del Fra - Moving People
- 2018 - Barney McAll – Mother Of Dreams And Secrets
- 2019 - Kyle Crane - Crane Like the Bird
- 2019 - Tobias Meinhart - Berlin People
- 2019 - Pedro Martins - Vox
- 2019 - Antonio Loureiro – Livre
- 2019 - Alexander Claffy – Claffy II
- 2021 - Daniel Santiago – Song For Tomorrow
- 2021 - Fabia Mantwill Orchestra – Em.Perience
- 2022 - Domi et JD Beck - Not Tight (en)
- 2022 - Nicola Andrioli - Skylight
- 2022 - Olivia Trummer - For You
- 2022 - Louis Cole - Quality Over Opinion
- 2022 - Britta Virves – Juniper
- 2022 - Maik Krahl Quartet Feat. Kurt Rosenwinkel - In-Between Flow
- 2022 - Gregory Hutchinson – Da Bang
- 2022 - Brian Blade & the Fellowship Band - live from the archives Bootleg June 15, 2000 Blues Alley Washington D.C.
- 2022 - Alternative Guitar Summit – Honoring Pat Martino, Volume 1
- 2023 - Jim Snidero - Far Far Away
- 2023 - Brian Blade & the Fellowship Band - Kings Highway
- 2023 - Lucia Cadotsch – Aki
- 2023 - Tobias Meinhart – Dark Horse - Berlin People
- 2023 - Joe Farnsworth – In What Direction are You Headed ?
- 2023 - Lucia Cadotsch – Aki
- 2023 - Pedro Martins – Radio Mistério
- 2023 - High Pulp – Days In The Desert
- 2023 - Frederico Heliodoro – The Wake Of The News
- 2023 - Ruslan Sirota – Fruits Of The Midi

### En tant qu'arrangeur
- 1999 - Guillermo Klein - Los Guachos II

### En tant que producteur
- 1997 - Chris Cheek Quartet - I Wish I Knew
- 2007 - Rebecca Martin - The Growing Season

### Participation à une compilation
- 2011 - Disney Jazz Volume 1: Everybody Wants To Be A Cat (Joue sur “Feed the Birds (Tuppence a Bag)”)
- 2013 - Eric Clapton Crossroads guitar festival (2013)
- 2023 - Eric Clapton Crossroads guitar festival (2023), sur Kokopelli

## Partitions et Pédagogie
- (en) Kurt Rosenwinkel compositions par Kurt Rosenwinkel, transcriptions par Chuck Stevens, éd. : Mel Bay, 2006.
- (en) Kurt Rosenwinkel Trio – East Coast Love Affair – Guitar Transcription, transcriptions de Brandon Bernstein et Matthew Warnock, éd. : Mel Bay, 2009.
- (en) Kurt Rosenwinkel - Star of Jupiter par Kurt Rosenwinkel, transcriptions par Denin Koch, éd. : Mel Bay, 2019.
- Une méthode de guitare conçue par Kurt Rosenwinkel est en préparation[4].
- (en) "Transcriptions : Zhivago – as Played by Kurt Rosenwinkel & Shiva – as Played by Kurt Rosenwinkel", Jazz Research News 15.
- (en) "Kurt Rosenwinkel´s guitar solo on Happenstance", Downbeat magazine, juillet 2007.
- (en) "DOWNBEAT GUITAR SCHOOL : Kurt Rosenwinkel (“Tricks Revealed”)", Downbeat magazine, juillet 2008.
- (en) Masterclass I: Remasterclassed (Heartcore Records)
- (en) Masterclass II: Strategies for Composition (Heartcore Records)
- (en) Masterclass III: Guitar Technique and Improvisation (Heartcore Records)
- (en) Masterclass IV: Inner Guitarmony (Heartcore Records)
- (en) Masterclass V: Standards (Heartcore Records)
- (en) Masterclass VI: Guitar Technique and Improvisation Part 2 (Heartcore Records)
- (en) Masterclass VII: Being Kurt Rosenwinkel (Heartcore Records)
- (en) Shedding with Kurt – Guitar Exercises (Heartcore Records)
- (en) Shedding with Kurt 2 (Heartcore Records)
- (en) Shedding with Kurt 3 (Heartcore Records)
- (en) Kurt's Take On... I Remember You (Heartcore Records)